# Mimosebasmia purpurea
Mimosebasmia purpurea är en skalbaggsart som beskrevs av Maurice Pic 1946. Mimosebasmia purpurea ingår i släktet Mimosebasmia och familjen långhorningar. Inga underarter finns listade i Catalogue of Life.